# Bregi
 Bregi  (olaszul: Breghi) falu Horvátországban, a Tengermellék-Hegyvidék megyében. Közigazgatásilag Matuljihoz tartozik.

## Fekvése
Fiume központjától 12 km-re északnyugatra, községközpontjától 3 km-re délnyugatra a Tengermelléken, az Isztria-félsziget északnyugati részén fekszik.

## Története
A településnek 1857-ben 407, 1910-ben 477 lakosa volt. 
2011-ben 696  lakosa volt.

## Lakosság
| Lakosság változása | Lakosság változása | Lakosság változása | Lakosság változása | Lakosság változása | Lakosság változása | Lakosság változása | Lakosság változása | Lakosság változása | Lakosság változása | Lakosság változása | Lakosság változása | Lakosság változása | Lakosság változása | Lakosság változása | Lakosság változása |
| ------------------ | ------------------ | ------------------ | ------------------ | ------------------ | ------------------ | ------------------ | ------------------ | ------------------ | ------------------ | ------------------ | ------------------ | ------------------ | ------------------ | ------------------ | ------------------ |
| 1857               | 1869               | 1880               | 1890               | 1900               | 1910               | 1921               | 1931               | 1948               | 1953               | 1961               | 1971               | 1981               | 1991               | 2001               | 2011               |
| 407                | 396                | 417                | 476                | 474                | 477                | 436                | 425                | 346                | 337                | 334                | 336                | 408                | 562                | 656                | 696                |